# Хоральная синагога
Хоральная синагога (идиш: хоршул) — разновидность синагог, которые строились в Восточной Европе, от Венгрии до России. Такие синагоги олицетворяли идеи еврейского просвещения (хаскала) и отчасти реформировали традиционные еврейские обычаи (минхаг).
В таких синагогах к концу XIX века вошло в моду канторское пение. Для усиления эффекта кантор пел в сопровождении небольшого мужского хора, обычно от четырёх до семи-восьми человек. По этой причине такие синагоги стали именовать «хоральными». Проповеди в хоральных синагогах часто проводились на местных языках (немецкий, русский и т. д.), украшали интерьер и размещали скамьи, обращённые к восточной стене, где находился ковчег (в традиционных синагогах бима стояла в центре зала). Однако эти изменения не распространялись на религиозные убеждения и обычаи. Поэтому различия между хоральными и традиционными синагогами носили скорее эстетический характер.

## Действующие хоральные синагоги
- Московская хоральная синагога
- Большая хоральная синагога (Санкт-Петербург)
- Синагога Киевской иудейской религиозной общины
- Томская хоральная синагога
- Хоральная синагога Бродского в Киеве
- Харьковская хоральная синагога
- Большая хоральная синагога (Гродно)
- Хоральная синагога (Вильнюс)
- Хоральная синагога (Каунас)
- Хоральная синагога (Бухарест) (en:Templul Coral)
- Большая хоральная синагога (Одесса)
- Золотая Роза (синагога, Днепр)

## Недействующие или разрушенные хоральные синагоги
- Хоральная синагога (Дрогобыч)
- Хоральная синагога (Кишинёв)
- Хоральная синагога (Могилёв)
- Хоральная синагога (Самара)
- Хоральная синагога (Смоленск)
- Большая хоральная синагога (Рига)
- Большая хоральная синагога (Саратов)
- Вторая царицынская синагога